# Folkeafstemningen om republik i Grækenland 1974
Folkeafstemningen om republik i Grækenland i 1974 var en folkeafstemning om Grækenlands fremtidige styreform, der blev afholdt den 8. december 1974. Ved folkeafstemningen stemte 69,18 % af vælgerne for indførelse af en republik og for afskaffelse af monarkiet. Valgdeltagelsen var på 75,6 %.

## Resultat
| Valg                    | Stemmer   | % af stemmerne |
| ----------------------- | --------- | -------------- |
| For                     | 3.245.111 | 69,2           |
| Imod                    | 1.445.875 | 30,8           |
| Ugyldige/blanke stemmer | 28.801    | –              |
| Totalt                  | 4.719.787 | 100            |
| Stemmeprocent           | 6.244.539 | 75,6           |
| Kilde: Nohlen & Stöver  |           |                |